# Elektriciteitscentrale Tušimice
De Tušimice elektriciteitscentrale is een bruinkoolgestookte thermische centrale op de plaats waar vroeger het dorp Tušimice lag, in de gemeente Březno in Tsjechië. De 300m hoge schoorsteen van eenheid 2 werd in 1974 gebouwd.

## Externe links

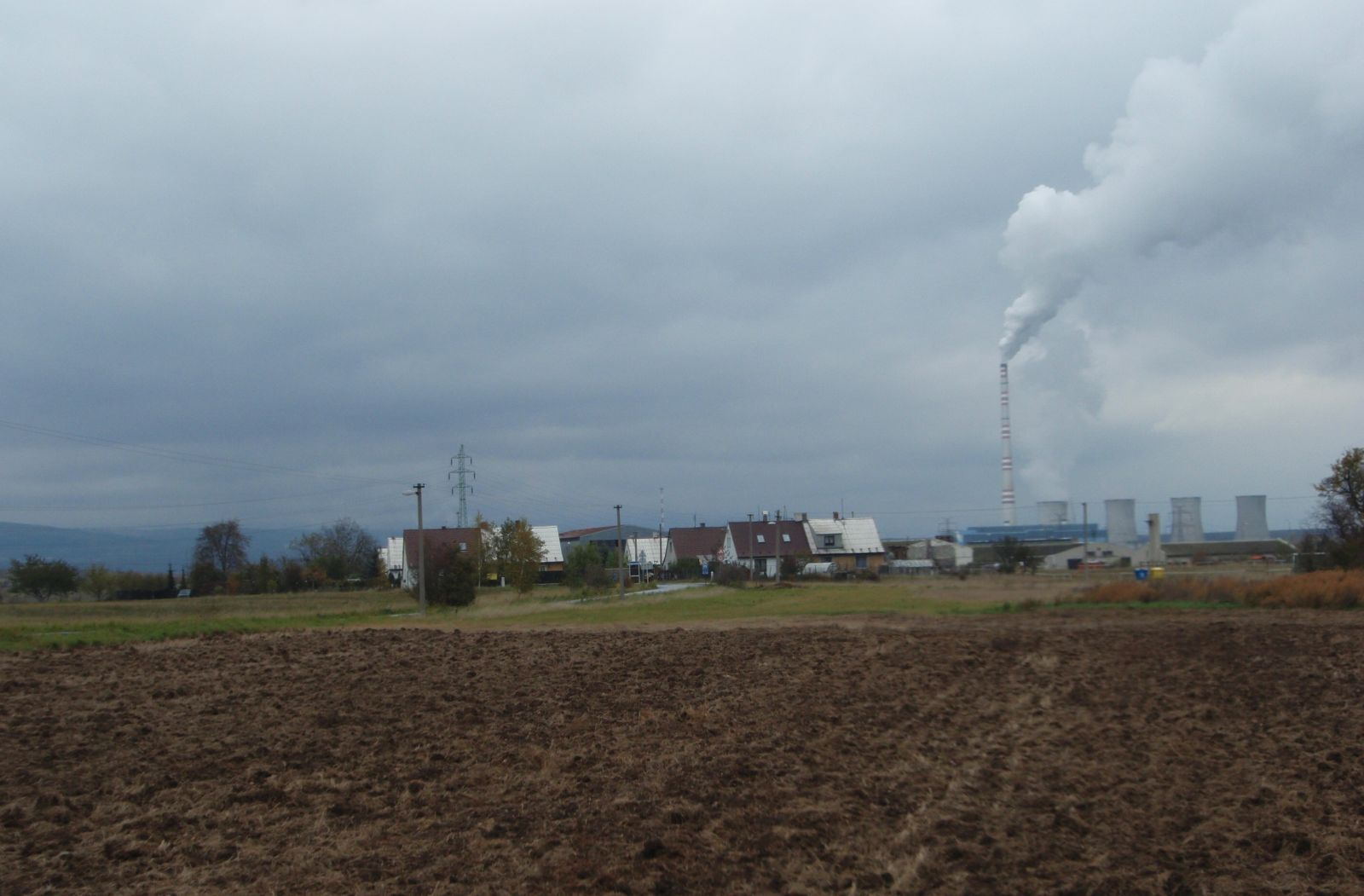
Elektriciteitscentrale Tušimice